# Trini Alonso
Trinidad Alonso Fernández, conocida artísticamente como Trini Alonso (Santander, 27 de junio de 1923 - Madrid, 20 de enero de 2000), fue una actriz y vedette española.

## Trayectoria
Sus inicios artísticos se sitúan sobre los escenarios. Comienza a despuntar en los teatros madrileños y barceloneses en la primera mitad de la década de 1940, y aunque hace incursiones en la comedia (La boda de papá, 1946, con Esperanza Navarro) destaca sobre todo en el género de la Revista. Así, sobre las tablas del Teatro Martín, interviene en Doña Mariquita de mi corazón (1943), con Maruja Tomás;Taxi al Cómico (1948),del productor Joaquín Gasa con Alady, Gema del Río, Maruja Tamayo en el Teatro Cómico de Barcelona; en Las mil y una piernas con Mercedes Vecino en el Teatro Fuencarral de Madrid o en Las cuatro copas (1951) en el Fontalba, con Antonio Casal y Marujita Díaz.
Su trayectoria teatral posterior incluye títulos como Las mujeres sabias (1972), de Molière; Trampa mortal (1981), de Ira Levin; La chica del asiento de atrás (1983), de Bernard Slade o Cosas de papá y mamá (1987), de Alfonso Paso.
Debuta en el cine en 1953 con la película Fantasía española (1953), de Javier Setó. Especialmente activa en la gran pantalla en las décadas de 1960 y 1970, llegó a rodar medio centenar de títulos, entre los que pueden mencionarse Un tipo de sangre (1960), Maribel y la extraña familia (1960), Dos chicas locas, locas (1965), Un vampiro para dos (1965), Verano 70 (1969), Varietés (1971) con Sara Montiel, Lo verde empieza en los Pirineos (1973), Carne apaleada (1978), La familia, bien, gracias (1979) o Brujas mágicas (1981).
Para televisión intervino en representaciones de teatro televisado dentro del espacio Estudio 1 en la década de 1970.